# فهرست خورشیدگرفتگی‌های سده ۹ (میلادی)
این فهرست شامل خورشیدگرفتگی‌های سدهٔٔ ۹ میلادی است که در طی سال‌های ۸۰۱ تا ۹۰۰ میلادی روی داده‌اند. در این دوره، ۲۲۲ خورشیدگرفتگی رخ داد که ۷۸ مورد آن خورشیدگرفتگی جزئی، ۷۴ مورد خورشیدگرفتگی حلقه‌ای، ۶۴ خورشیدگرفتگی کامل و ۶ مورد نیز از نوع خورشیدگرفتگی مرکب بود.
| تاریخ          | زمان بزرگ‌ترین گرفت | چرخهٔ ساروس | نوع    | قدر    | مدت زمان          | مکان                                            | مسیر گرفتگی            | ناحیهٔ جغرافیایی | منبع(ها) |
| -------------- | ------------------ | ---------- | ------ | ------ | ----------------- | ----------------------------------------------- | ---------------------- | --------------- | -------- |
| ۱۵ ژوئیه ۸۰۱   | ۰۲:۲۴:۳۰           | ۹۸         | حلقه‌ای | ۰٫۹۴۹۵ | ۰۶ دقیقه ۴۱ ثانیه | ۱۹°۴۸′شمالی ۱۵۵°۱۸′شرقی / ۱۹٫۸°شمالی ۱۵۵٫۳°شرقی | ۱۸۶ کیلومتر (۱۱۶ مایل) |                 | [ ۱ ]    |
| ۹ دسامبر ۸۰۱   | ۱۳:۱۸:۰۷           | ۱۰۳        | کامل   | ۱٫۰۳۴۶ | ۰۳ دقیقه ۲۹ ثانیه | ۲°۴۲′شمالی ۹°۰۰′غربی / ۲٫۷°شمالی ۹٫۰°غربی       | ۱۳۰ کیلومتر (۸۱ مایل)  |                 | [ ۱ ]    |
| ۴ ژوئیه ۸۰۲    | ۰۴:۳۸:۰۹           | ۱۰۸        | حلقه‌ای | ۰٫۹۷۱۱ | ۰۳ دقیقه ۱۲ ثانیه | ۳۳°۱۲′جنوبی ۱۲۱°۵۴′شرقی / ۳۳٫۲°جنوبی ۱۲۱٫۹°شرقی | ۱۸۵ کیلومتر (۱۱۵ مایل) |                 | [ ۱ ]    |
| ۲۹ نوامبر ۸۰۲  | ۰۱:۵۶:۳۵           | ۱۱۳        | جزئی   | ۰٫۶۹۳۳ | —                 | ۶۷°۳۶′شمالی ۱۶۷°۴۸′شرقی / ۶۷٫۶°شمالی ۱۶۷٫۸°شرقی | —                      |                 | [ ۱ ]    |
| ۲۵ آوریل ۸۰۳   | ۰۵:۰۷:۳۶           | ۸۰         | جزئی   | ۰٫۹۰۷۴ | —                 | ۷۰°۳۰′شمالی ۲۱°۱۸′غربی / ۷۰٫۵°شمالی ۲۱٫۳°غربی   | —                      |                 | [ ۱ ]    |
| ۲۴ مه ۸۰۳      | ۱۳:۳۵:۵۲           | ۱۱۸        | جزئی   | ۰٫۰۱۲۲ | —                 | ۶۸°۰۶′جنوبی ۰°۴۲′غربی / ۶۸٫۱°جنوبی ۰٫۷°غربی     | —                      |                 | [ ۱ ]    |
| ۱۹ اکتبر ۸۰۳   | ۱۳:۴۶:۲۷           | ۸۵         | جزئی   | ۰٫۸۲۶۴ | —                 | ۷۱°۱۲′جنوبی ۱۴۴°۲۴′غربی / ۷۱٫۲°جنوبی ۱۴۴٫۴°غربی | —                      |                 | [ ۱ ]    |
| ۱۳ آوریل ۸۰۴   | ۲۱:۳۹:۲۳           | ۹۰         | کامل   | ۱٫۰۷۳۲ | ۰۶ دقیقه ۰۳ ثانیه | ۲۸°۱۸′شمالی ۱۳۸°۳۰′غربی / ۲۸٫۳°شمالی ۱۳۸٫۵°غربی | ۲۵۰ کیلومتر (۱۶۰ مایل) |                 | [ ۱ ]    |
| ۷ اکتبر ۸۰۴    | ۱۳:۰۹:۴۸           | ۹۵         | حلقه‌ای | ۰٫۹۳۲۹ | ۰۷ دقیقه ۵۲ ثانیه | ۲۸°۳۶′جنوبی ۱۵°۴۲′غربی / ۲۸٫۶°جنوبی ۱۵٫۷°غربی   | ۲۷۰ کیلومتر (۱۷۰ مایل) |                 | [ ۱ ]    |
| ۳ آوریل ۸۰۵    | ۱۳:۵۱:۵۶           | ۱۰۰        | کامل   | ۱٫۰۴۲۹ | ۰۴ دقیقه ۰۰ ثانیه | ۱۷°۰۶′جنوبی ۸°۰۶′غربی / ۱۷٫۱°جنوبی ۸٫۱°غربی     | ۱۵۷ کیلومتر (۹۸ مایل)  |                 | [ ۱ ]    |
| ۲۶ سپتامبر ۸۰۵ | ۱۷:۰۶:۳۶           | ۱۰۵        | حلقه‌ای | ۰٫۹۸۰۲ | ۰۲ دقیقه ۰۹ ثانیه | ۱۶°۳۶′شمالی ۶۰°۴۲′غربی / ۱۶٫۶°شمالی ۶۰٫۷°غربی   | ۷۵ کیلومتر (۴۷ مایل)   |                 | [ ۱ ]    |
| ۲۴ مارس ۸۰۶    | ۰۱:۱۲:۱۱           | ۱۱۰        | جزئی   | ۰٫۶۰۴۸ | —                 | ۷۱°۵۴′جنوبی ۱۰۳°۱۲′غربی / ۷۱٫۹°جنوبی ۱۰۳٫۲°غربی | —                      |                 | [ ۱ ]    |
| ۱۶ سپتامبر ۸۰۶ | ۰۴:۲۸:۲۹           | ۱۱۵        | جزئی   | ۰٫۹۲۸۴ | —                 | ۷۲°۰۰′شمالی ۱۴۲°۴۲′غربی / ۷۲٫۰°شمالی ۱۴۲٫۷°غربی | —                      |                 | [ ۱ ]    |
| ۱۱ فوریه ۸۰۷   | ۱۱:۴۲:۰۸           | ۸۲         | حلقه‌ای | ۰٫۹۱۴۷ | ۰۷ دقیقه ۵۳ ثانیه | ۵۹°۴۸′شمالی ۷°۴۸′غربی / ۵۹٫۸°شمالی ۷٫۸°غربی     | ۳۱۸ کیلومتر (۱۹۸ مایل) |                 | [ ۱ ]    |
| ۷ اوت ۸۰۷      | ۱۲:۳۳:۱۳           | ۸۷         | کامل   | ۱٫۰۵۷۹ | ۰۴ دقیقه ۳۵ ثانیه | ۴۱°۲۴′جنوبی ۹°۲۴′غربی / ۴۱٫۴°جنوبی ۹٫۴°غربی     | ۳۶۱ کیلومتر (۲۲۴ مایل) |                 | [ ۱ ]    |
| ۳۱ ژانویه ۸۰۸  | ۱۱:۵۷:۳۱           | ۹۲         | حلقه‌ای | ۰٫۹۴۳۹ | ۰۷ دقیقه ۲۲ ثانیه | ۱°۵۴′جنوبی ۱۳°۴۸′شرقی / ۱٫۹°جنوبی ۱۳٫۸°شرقی     | ۲۱۴ کیلومتر (۱۳۳ مایل) |                 | [ ۱ ]    |
| ۲۷ ژوئیه ۸۰۸   | ۰۳:۰۶:۰۵           | ۹۷         | کامل   | ۱٫۰۲۴۱ | ۰۲ دقیقه ۳۳ ثانیه | ۱۱°۴۲′شمالی ۱۴۵°۲۴′شرقی / ۱۱٫۷°شمالی ۱۴۵٫۴°شرقی | ۸۳ کیلومتر (۵۲ مایل)   |                 | [ ۱ ]    |
| ۱۹ ژانویه ۸۰۹  | ۱۸:۲۳:۵۳           | ۱۰۲        | حلقه‌ای | ۰٫۹۹۲۹ | ۰۰ دقیقه ۳۸ ثانیه | ۴۶°۳۶′جنوبی ۷۵°۰۰′غربی / ۴۶٫۶°جنوبی ۷۵٫۰°غربی   | ۲۸ کیلومتر (۱۷ مایل)   |                 | [ ۱ ]    |
| ۱۶ ژوئیه ۸۰۹   | ۱۱:۱۸:۵۷           | ۱۰۷        | حلقه‌ای | ۰٫۹۶۷۹ | ۰۲ دقیقه ۴۱ ثانیه | ۶۲°۵۴′شمالی ۳۱°۱۸′شرقی / ۶۲٫۹°شمالی ۳۱٫۳°شرقی   | ۱۵۶ کیلومتر (۹۷ مایل)  |                 | [ ۱ ]    |
| ۹ ژانویه ۸۱۰   | ۰۷:۲۵:۱۹           | ۱۱۲        | جزئی   | ۰٫۷۹۲۴ | —                 | ۶۸°۰۰′جنوبی ۱۰۸°۰۰′غربی / ۶۸٫۰°جنوبی ۱۰۸٫۰°غربی | —                      |                 | [ ۱ ]    |
| ۵ ژوئیه ۸۱۰    | ۲۲:۱۲:۲۹           | ۷۹         | جزئی   | ۰٫۲۷۱۴ | —                 | ۶۴°۴۲′جنوبی ۱۱۶°۱۸′غربی / ۶۴٫۷°جنوبی ۱۱۶٫۳°غربی | —                      |                 | [ ۱ ]    |
| ۵ ژوئیه ۸۱۰    | ۱۳:۰۵:۵۲           | ۱۱۷        | جزئی   | ۰٫۱۹۵۷ | —                 | ۶۷°۲۴′شمالی ۱۷۲°۲۴′شرقی / ۶۷٫۴°شمالی ۱۷۲٫۴°شرقی | —                      |                 | [ ۱ ]    |
| ۳۰ نوامبر ۸۱۰  | ۱۲:۰۲:۲۴           | ۸۴         | کامل   | ۱٫۰۱۳۹ | ۰۱ دقیقه ۰۸ ثانیه | ۴۵°۴۲′شمالی ۲۷°۱۲′شرقی / ۴۵٫۷°شمالی ۲۷٫۲°شرقی   | ۱۳۸ کیلومتر (۸۶ مایل)  |                 | [ ۱ ]    |
| ۲۶ مه ۸۱۱      | ۰۱:۵۹:۰۱           | ۸۹         | حلقه‌ای | ۰٫۹۸۸۷ | ۰۱ دقیقه ۱۷ ثانیه | ۱۴°۰۶′جنوبی ۱۷۰°۰۶′شرقی / ۱۴٫۱°جنوبی ۱۷۰٫۱°شرقی | ۴۹ کیلومتر (۳۰ مایل)   |                 | [ ۱ ]    |
| ۱۹ نوامبر ۸۱۱  | ۲۳:۰۲:۵۲           | ۹۴         | حلقه‌ای | ۰٫۹۷۲۲ | ۰۳ دقیقه ۱۰ ثانیه | ۵°۳۶′جنوبی ۱۵۲°۰۰′غربی / ۵٫۶°جنوبی ۱۵۲٫۰°غربی   | ۱۰۳ کیلومتر (۶۴ مایل)  |                 | [ ۱ ]    |
| ۱۴ مه ۸۱۲      | ۱۲:۵۵:۱۶           | ۹۹         | کامل   | ۱٫۰۴۶۴ | ۰۴ دقیقه ۰۰ ثانیه | ۳۰°۱۸′شمالی ۷°۳۶′غربی / ۳۰٫۳°شمالی ۷٫۶°غربی     | ۱۵۷ کیلومتر (۹۸ مایل)  |                 | [ ۱ ]    |
| ۸ نوامبر ۸۱۲   | ۰۲:۴۹:۵۹           | ۱۰۴        | حلقه‌ای | ۰٫۹۲۷۲ | ۰۷ دقیقه ۲۶ ثانیه | ۴۱°۵۴′جنوبی ۱۳۳°۳۰′شرقی / ۴۱٫۹°جنوبی ۱۳۳٫۵°شرقی | ۳۰۳ کیلومتر (۱۸۸ مایل) |                 | [ ۱ ]    |
| ۴ مه ۸۱۳       | ۰۵:۰۱:۵۳           | ۱۰۹        | کامل   | ۱٫۰۶۵۹ | ۰۳ دقیقه ۳۴ ثانیه | ۶۸°۳۶′شمالی ۴۳°۳۰′شرقی / ۶۸٫۶°شمالی ۴۳٫۵°شرقی   | ۵۵۶ کیلومتر (۳۴۵ مایل) |                 | [ ۱ ]    |
| ۲۸ اکتبر ۸۱۳   | ۰۲:۰۳:۱۴           | ۱۱۴        | جزئی   | ۰٫۷۴۲۶ | —                 | ۶۱°۴۸′جنوبی ۳۸°۲۴′شرقی / ۶۱٫۸°جنوبی ۳۸٫۴°شرقی   | —                      |                 | [ ۱ ]    |
| ۲۵ مارس ۸۱۴    | ۱۲:۵۹:۰۴           | ۸۱         | کامل   | ۱٫۰۱۶۱ | ۰۱ دقیقه ۰۷ ثانیه | ۵۲°۵۴′جنوبی ۴۶°۴۲′شرقی / ۵۲٫۹°جنوبی ۴۶٫۷°شرقی   | ۱۵۲ کیلومتر (۹۴ مایل)  |                 | [ ۱ ]    |
| ۱۷ سپتامبر ۸۱۴ | ۱۴:۳۹:۲۴           | ۸۶         | جزئی   | ۰٫۸۷۷۱ | —                 | ۶۰°۵۴′شمالی ۶۱°۲۴′شرقی / ۶۰٫۹°شمالی ۶۱٫۴°شرقی   | —                      |                 | [ ۱ ]    |
| ۱۴ مارس ۸۱۵    | ۲۲:۱۵:۰۱           | ۹۱         | حلقه‌ای | ۰٫۹۶۸۴ | ۰۳ دقیقه ۱۵ ثانیه | ۱۱°۴۲′جنوبی ۱۳۳°۴۲′غربی / ۱۱٫۷°جنوبی ۱۳۳٫۷°غربی | ۱۱۶ کیلومتر (۷۲ مایل)  |                 | [ ۱ ]    |
| ۷ سپتامبر ۸۱۵  | ۰۳:۵۰:۱۸           | ۹۶         | کامل   | ۱٫۰۵۲۲ | ۰۴ دقیقه ۱۴ ثانیه | ۲۰°۱۸′شمالی ۱۴۲°۰۶′شرقی / ۲۰٫۳°شمالی ۱۴۲٫۱°شرقی | ۱۸۰ کیلومتر (۱۱۰ مایل) |                 | [ ۱ ]    |
| ۳ مارس ۸۱۶     | ۰۰:۱۷:۴۹           | ۱۰۱        | حلقه‌ای | ۰٫۹۳۰۴ | ۰۷ دقیقه ۴۵ ثانیه | ۲۲°۳۶′شمالی ۱۷۴°۲۴′شرقی / ۲۲٫۶°شمالی ۱۷۴٫۴°شرقی | ۳۰۰ کیلومتر (۱۹۰ مایل) |                 | [ ۱ ]    |
| ۲۶ اوت ۸۱۶     | ۲۰:۲۳:۳۴           | ۱۰۶        | کامل   | ۱٫۰۶۴۷ | ۰۵ دقیقه ۲۰ ثانیه | ۱۲°۴۸′جنوبی ۱۲۵°۴۲′غربی / ۱۲٫۸°جنوبی ۱۲۵٫۷°غربی | ۲۳۰ کیلومتر (۱۴۰ مایل) |                 | [ ۱ ]    |
| ۲۰ فوریه ۸۱۷   | ۰۰:۱۰:۲۰           | ۱۱۱        | جزئی   | ۰٫۵۷۹۴ | —                 | ۶۱°۱۲′شمالی ۱۲۰°۳۶′شرقی / ۶۱٫۲°شمالی ۱۲۰٫۶°شرقی | —                      |                 | [ ۱ ]    |
| ۱۸ ژوئیه ۸۱۷   | ۰۱:۳۹:۴۱           | ۷۸         | جزئی   | ۰٫۱۰۴۲ | —                 | ۶۳°۲۴′شمالی ۵۳°۴۸′غربی / ۶۳٫۴°شمالی ۵۳٫۸°غربی   | —                      |                 | [ ۱ ]    |
| ۱۶ اوت ۸۱۷     | ۱۱:۳۸:۱۸           | ۱۱۶        | جزئی   | ۰٫۶۹۲۱ | —                 | ۶۱°۴۲′جنوبی ۴۷°۴۸′غربی / ۶۱٫۷°جنوبی ۴۷٫۸°غربی   | —                      |                 | [ ۱ ]    |
| ۱۰ ژانویه ۸۱۸  | ۱۶:۱۷:۰۹           | ۸۳         | حلقه‌ای | ۰٫۹۹۷۹ | ۰۰ دقیقه ۰۷ ثانیه | ۷۵°۰۶′جنوبی ۴۳°۲۴′شرقی / ۷۵٫۱°جنوبی ۴۳٫۴°شرقی   | ۲۲ کیلومتر (۱۴ مایل)   |                 | [ ۱ ]    |
| ۷ ژوئیه ۸۱۸    | ۰۷:۵۳:۳۶           | ۸۸         | حلقه‌ای | ۰٫۹۵۶۱ | ۰۳ دقیقه ۲۲ ثانیه | ۷۰°۱۲′شمالی ۱۰۵°۵۴′شرقی / ۷۰٫۲°شمالی ۱۰۵٫۹°شرقی | ۲۵۶ کیلومتر (۱۵۹ مایل) |                 | [ ۱ ]    |
| ۳۱ دسامبر ۸۱۸  | ۰۶:۳۰:۱۸           | ۹۳         | کامل   | ۱٫۰۴۵۲ | ۰۳ دقیقه ۴۴ ثانیه | ۳۶°۱۸′جنوبی ۹۹°۱۸′شرقی / ۳۶٫۳°جنوبی ۹۹٫۳°شرقی   | ۱۵۵ کیلومتر (۹۶ مایل)  |                 | [ ۱ ]    |
| ۲۶ ژوئیه ۸۱۹   | ۰۸:۴۶:۳۳           | ۹۸         | حلقه‌ای | ۰٫۹۴۹۵ | ۰۶ دقیقه ۲۲ ثانیه | ۲۴°۴۲′شمالی ۶۰°۱۸′شرقی / ۲۴٫۷°شمالی ۶۰٫۳°شرقی   | ۱۸۵ کیلومتر (۱۱۵ مایل) |                 | [ ۱ ]    |
| ۲۰ دسامبر ۸۱۹  | ۲۲:۰۸:۵۱           | ۱۰۳        | کامل   | ۱٫۰۳۳۲ | ۰۳ دقیقه ۱۹ ثانیه | ۲°۱۲′شمالی ۱۴۳°۰۰′غربی / ۲٫۲°شمالی ۱۴۳٫۰°غربی   | ۱۲۴ کیلومتر (۷۷ مایل)  |                 | [ ۱ ]    |
| ۱۴ ژوئیه ۸۲۰   | ۱۱:۱۹:۰۹           | ۱۰۸        | حلقه‌ای | ۰٫۹۷۵۹ | ۰۲ دقیقه ۴۹ ثانیه | ۲۴°۳۰′جنوبی ۱۷°۵۴′شرقی / ۲۴٫۵°جنوبی ۱۷٫۹°شرقی   | ۱۲۸ کیلومتر (۸۰ مایل)  |                 | [ ۱ ]    |
| ۹ دسامبر ۸۲۰   | ۱۰:۳۰:۲۸           | ۱۱۳        | جزئی   | ۰٫۶۹۰۴ | —                 | ۶۶°۳۰′شمالی ۲۷°۵۴′شرقی / ۶۶٫۵°شمالی ۲۷٫۹°شرقی   | —                      |                 | [ ۱ ]    |
| ۵ مه ۸۲۱       | ۱۲:۳۶:۳۸           | ۸۰         | جزئی   | ۰٫۷۹۰۳ | —                 | ۶۹°۴۲′شمالی ۱۴۶°۳۶′غربی / ۶۹٫۷°شمالی ۱۴۶٫۶°غربی | —                      |                 | [ ۱ ]    |
| ۳ ژوئیه ۸۲۱    | ۲۰:۴۵:۴۴           | ۱۱۸        | جزئی   | ۰٫۱۵۶۱ | —                 | ۶۷°۰۶′جنوبی ۱۱۹°۵۴′غربی / ۶۷٫۱°جنوبی ۱۱۹٫۹°غربی | —                      |                 | [ ۱ ]    |
| ۲۹ اکتبر ۸۲۱   | ۲۱:۳۳:۱۸           | ۸۵         | جزئی   | ۰٫۷۹۲۹ | —                 | ۷۰°۲۴′جنوبی ۸۵°۰۶′شرقی / ۷۰٫۴°جنوبی ۸۵٫۱°شرقی   | —                      |                 | [ ۱ ]    |
| ۲۵ آوریل ۸۲۲   | ۰۵:۲۰:۵۸           | ۹۰         | کامل   | ۱٫۰۷۵۰ | ۰۵ دقیقه ۵۸ ثانیه | ۳۵°۴۸′شمالی ۱۰۴°۱۲′شرقی / ۳۵٫۸°شمالی ۱۰۴٫۲°شرقی | ۲۶۲ کیلومتر (۱۶۳ مایل) |                 | [ ۱ ]    |
| ۱۸ اکتبر ۸۲۲   | ۲۰:۵۲:۲۳           | ۹۵         | حلقه‌ای | ۰٫۹۳۱۸ | ۰۷ دقیقه ۴۵ ثانیه | ۳۴°۲۴′جنوبی ۱۳۲°۳۰′غربی / ۳۴٫۴°جنوبی ۱۳۲٫۵°غربی | ۲۷۸ کیلومتر (۱۷۳ مایل) |                 | [ ۱ ]    |
| ۱۴ آوریل ۸۲۳   | ۲۱:۳۱:۱۵           | ۱۰۰        | کامل   | ۱٫۰۴۳۱ | ۰۴ دقیقه ۱۱ ثانیه | ۹°۵۴′جنوبی ۱۲۶°۰۰′غربی / ۹٫۹°جنوبی ۱۲۶٫۰°غربی   | ۱۵۴ کیلومتر (۹۶ مایل)  |                 | [ ۱ ]    |
| ۸ اکتبر ۸۲۳    | ۰۱:۰۴:۰۳           | ۱۰۵        | حلقه‌ای | ۰٫۹۸۰۷ | ۰۲ دقیقه ۰۹ ثانیه | ۱۰°۴۲′شمالی ۱۷۷°۴۲′شرقی / ۱۰٫۷°شمالی ۱۷۷٫۷°شرقی | ۷۲ کیلومتر (۴۵ مایل)   |                 | [ ۱ ]    |
| ۳ آوریل ۸۲۴    | ۰۸:۳۵:۰۳           | ۱۱۰        | جزئی   | ۰٫۶۹۲۸ | —                 | ۷۱°۳۶′جنوبی ۱۳۱°۳۶′شرقی / ۷۱٫۶°جنوبی ۱۳۱٫۶°شرقی | —                      |                 | [ ۱ ]    |
| ۲۶ سپتامبر ۸۲۴ | ۱۲:۳۹:۰۱           | ۱۱۵        | جزئی   | ۰٫۹۹۲۹ | —                 | ۷۱°۵۴′شمالی ۷۹°۴۸′شرقی / ۷۱٫۹°شمالی ۷۹٫۸°شرقی   | —                      |                 | [ ۱ ]    |
| ۲۱ فوریه ۸۲۵   | ۱۹:۱۰:۳۲           | ۸۲         | حلقه‌ای | ۰٫۹۵۱۶ | —                 | ۷۱°۳۰′شمالی ۱۵۴°۴۸′غربی / ۷۱٫۵°شمالی ۱۵۴٫۸°غربی | —                      |                 | [ ۱ ]    |
| ۱۷ اوت ۸۲۵     | ۲۰:۱۸:۰۴           | ۸۷         | کامل   | ۱٫۰۵۱۵ | ۰۳ دقیقه ۴۶ ثانیه | ۵۰°۴۲′جنوبی ۱۳۴°۰۶′غربی / ۵۰٫۷°جنوبی ۱۳۴٫۱°غربی | ۴۰۶ کیلومتر (۲۵۲ مایل) |                 | [ ۱ ]    |
| ۱۰ فوریه ۸۲۶   | ۱۹:۴۶:۲۴           | ۹۲         | حلقه‌ای | ۰٫۹۴۸۷ | ۰۶ دقیقه ۳۲ ثانیه | ۲°۴۸′شمالی ۱۰۵°۰۶′غربی / ۲٫۸°شمالی ۱۰۵٫۱°غربی   | ۱۹۶ کیلومتر (۱۲۲ مایل) |                 | [ ۱ ]    |
| ۷ اوت ۸۲۶      | ۱۰:۲۷:۱۵           | ۹۷         | کامل   | ۱٫۰۱۸۰ | ۰۱ دقیقه ۵۶ ثانیه | ۵°۰۰′شمالی ۳۳°۰۶′شرقی / ۵٫۰°شمالی ۳۳٫۱°شرقی     | ۶۳ کیلومتر (۳۹ مایل)   |                 | [ ۱ ]    |
| ۳۱ ژانویه ۸۲۷  | ۰۲:۴۳:۱۸           | ۱۰۲        | حلقه‌ای | ۰٫۹۹۸۳ | ۰۰ دقیقه ۰۹ ثانیه | ۴۲°۱۸′جنوبی ۱۶۱°۳۰′شرقی / ۴۲٫۳°جنوبی ۱۶۱٫۵°شرقی | ۷ کیلومتر (۴٫۳ مایل)   |                 | [ ۱ ]    |
| ۲۷ ژوئیه ۸۲۷   | ۱۸:۰۶:۵۰           | ۱۰۷        | حلقه‌ای | ۰٫۹۶۴۲ | ۰۳ دقیقه ۱۵ ثانیه | ۵۴°۴۲′شمالی ۶۹°۴۸′غربی / ۵۴٫۷°شمالی ۶۹٫۸°غربی   | ۱۶۱ کیلومتر (۱۰۰ مایل) |                 | [ ۱ ]    |
| ۲۰ ژانویه ۸۲۸  | ۱۶:۰۷:۰۳           | ۱۱۲        | جزئی   | ۰٫۸۱۲۹ | —                 | ۶۹°۰۶′جنوبی ۱۰۹°۱۸′شرقی / ۶۹٫۱°جنوبی ۱۰۹٫۳°شرقی | —                      |                 | [ ۱ ]    |
| ۱۶ ژوئیه ۸۲۸   | ۰۴:۳۶:۴۴           | ۷۹         | جزئی   | ۰٫۱۲۷۳ | —                 | ۶۵°۴۲′جنوبی ۱۳۷°۰۰′شرقی / ۶۵٫۷°جنوبی ۱۳۷٫۰°شرقی | —                      |                 | [ ۱ ]    |
| ۱۵ ژوئیه ۸۲۸   | ۱۹:۳۲:۴۷           | ۱۱۷        | جزئی   | ۰٫۳۳۴۸ | —                 | ۶۸°۲۴′شمالی ۶۴°۰۰′شرقی / ۶۸٫۴°شمالی ۶۴٫۰°شرقی   | —                      |                 | [ ۱ ]    |
| ۱۰ دسامبر ۸۲۸  | ۲۰:۴۹:۰۰           | ۸۴         | کامل   | ۱٫۰۱۱۳ | ۰۰ دقیقه ۵۶ ثانیه | ۴۶°۳۶′شمالی ۱۱۰°۰۰′غربی / ۴۶٫۶°شمالی ۱۱۰٫۰°غربی | ۱۱۷ کیلومتر (۷۳ مایل)  |                 | [ ۱ ]    |
| ۵ ژوئیه ۸۲۹    | ۰۸:۴۷:۴۶           | ۸۹         | حلقه‌ای | ۰٫۹۹۱۶ | ۰۰ دقیقه ۵۷ ثانیه | ۱۹°۱۲′جنوبی ۶۶°۱۲′شرقی / ۱۹٫۲°جنوبی ۶۶٫۲°شرقی   | ۴۰ کیلومتر (۲۵ مایل)   |                 | [ ۱ ]    |
| ۳۰ نوامبر ۸۲۹  | ۰۷:۲۹:۰۹           | ۹۴         | حلقه‌ای | ۰٫۹۶۸۵ | ۰۳ دقیقه ۴۳ ثانیه | ۶°۵۴′جنوبی ۸۰°۴۸′شرقی / ۶٫۹°جنوبی ۸۰٫۸°شرقی     | ۱۱۸ کیلومتر (۷۳ مایل)  |                 | [ ۱ ]    |
| ۲۵ مه ۸۳۰      | ۲۰:۱۱:۲۱           | ۹۹         | کامل   | ۱٫۰۵۰۸ | ۰۴ دقیقه ۳۱ ثانیه | ۲۸°۲۴′شمالی ۱۱۴°۵۴′غربی / ۲۸٫۴°شمالی ۱۱۴٫۹°غربی | ۱۷۰ کیلومتر (۱۱۰ مایل) |                 | [ ۱ ]    |
| ۱۹ نوامبر ۸۳۰  | ۱۰:۵۱:۱۰           | ۱۰۴        | حلقه‌ای | ۰٫۹۲۴۵ | ۰۷ دقیقه ۴۷ ثانیه | ۴۴°۴۲′جنوبی ۱۵°۰۶′شرقی / ۴۴٫۷°جنوبی ۱۵٫۱°شرقی   | ۳۱۴ کیلومتر (۱۹۵ مایل) |                 | [ ۱ ]    |
| ۱۵ مه ۸۳۱      | ۱۲:۳۴:۰۴           | ۱۰۹        | کامل   | ۱٫۰۷۰۵ | ۰۴ دقیقه ۰۰ ثانیه | ۶۹°۳۶′شمالی ۵۰°۲۴′غربی / ۶۹٫۶°شمالی ۵۰٫۴°غربی   | ۴۳۹ کیلومتر (۲۷۳ مایل) |                 | [ ۱ ]    |
| ۸ نوامبر ۸۳۱   | ۰۹:۵۵:۴۷           | ۱۱۴        | جزئی   | ۰٫۷۶۹۶ | —                 | ۶۲°۲۴′جنوبی ۸۹°۱۲′غربی / ۶۲٫۴°جنوبی ۸۹٫۲°غربی   | —                      |                 | [ ۱ ]    |
| ۴ آوریل ۸۳۲    | ۲۰:۳۹:۱۵           | ۸۱         | کامل   | ۱٫۰۱۲۰ | ۰۰ دقیقه ۴۷ ثانیه | ۵۸°۲۴′جنوبی ۵۶°۰۶′غربی / ۵۸٫۴°جنوبی ۵۶٫۱°غربی   | ۳۰۵ کیلومتر (۱۹۰ مایل) |                 | [ ۱ ]    |
| ۲۷ سپتامبر ۸۳۲ | ۲۲:۳۶:۴۰           | ۸۶         | جزئی   | ۰٫۸۲۳۸ | —                 | ۶۰°۵۴′شمالی ۶۷°۱۲′غربی / ۶۰٫۹°شمالی ۶۷٫۲°غربی   | —                      |                 | [ ۱ ]    |
| ۲۵ مارس ۸۳۳    | ۰۵:۳۷:۴۸           | ۹۱         | حلقه‌ای | ۰٫۹۶۸۳ | ۰۳ دقیقه ۱۸ ثانیه | ۱۰°۰۶′جنوبی ۱۱۵°۲۴′شرقی / ۱۰٫۱°جنوبی ۱۱۵٫۴°شرقی | ۱۱۷ کیلومتر (۷۳ مایل)  |                 | [ ۱ ]    |
| ۱۷ سپتامبر ۸۳۳ | ۱۱:۵۶:۰۳           | ۹۶         | کامل   | ۱٫۰۵۰۷ | ۰۴ دقیقه ۰۸ ثانیه | ۱۸°۰۰′شمالی ۲۰°۱۸′شرقی / ۱۸٫۰°شمالی ۲۰٫۳°شرقی   | ۱۷۸ کیلومتر (۱۱۱ مایل) |                 | [ ۱ ]    |
| ۱۴ مارس ۸۳۴    | ۰۷:۳۰:۳۰           | ۱۰۱        | حلقه‌ای | ۰٫۹۳۳۱ | ۰۷ دقیقه ۱۷ ثانیه | ۲۳°۵۴′شمالی ۶۵°۴۸′شرقی / ۲۳٫۹°شمالی ۶۵٫۸°شرقی   | ۲۸۰ کیلومتر (۱۷۰ مایل) |                 | [ ۱ ]    |
| ۷ سپتامبر ۸۳۴  | ۰۴:۲۴:۱۴           | ۱۰۶        | کامل   | ۱٫۰۶۰۹ | ۰۴ دقیقه ۵۸ ثانیه | ۱۴°۱۲′جنوبی ۱۱۳°۳۶′شرقی / ۱۴٫۲°جنوبی ۱۱۳٫۶°شرقی | ۲۱۴ کیلومتر (۱۳۳ مایل) |                 | [ ۱ ]    |
| ۳ مارس ۸۳۵     | ۰۷:۳۸:۴۲           | ۱۱۱        | جزئی   | ۰٫۶۴۷۶ | —                 | ۶۰°۵۴′شمالی ۰°۴۲′غربی / ۶۰٫۹°شمالی ۰٫۷°غربی     | —                      |                 | [ ۱ ]    |
| ۲۷ اوت ۸۳۵     | ۱۹:۱۷:۳۰           | ۱۱۶        | جزئی   | ۰٫۷۸۰۵ | —                 | ۶۱°۱۸′جنوبی ۱۷۲°۰۰′غربی / ۶۱٫۳°جنوبی ۱۷۲٫۰°غربی | —                      |                 | [ ۱ ]    |
| ۲۲ ژانویه ۸۳۶  | ۰۰:۴۸:۳۵           | ۸۳         | مرکب   | ۱٫۰۰۲۱ | ۰۰ دقیقه ۰۷ ثانیه | ۷۱°۱۲′جنوبی ۸۹°۰۶′غربی / ۷۱٫۲°جنوبی ۸۹٫۱°غربی   | ۲۳ کیلومتر (۱۴ مایل)   |                 | [ ۱ ]    |
| ۱۷ ژوئیه ۸۳۶   | ۱۴:۳۰:۲۷           | ۸۸         | حلقه‌ای | ۰٫۹۵۰۸ | ۰۳ دقیقه ۳۴ ثانیه | ۷۱°۳۶′شمالی ۲۹°۰۰′شرقی / ۷۱٫۶°شمالی ۲۹٫۰°شرقی   | ۳۵۴ کیلومتر (۲۲۰ مایل) |                 | [ ۱ ]    |
| ۱۰ ژانویه ۸۳۷  | ۱۵:۱۷:۴۰           | ۹۳         | کامل   | ۱٫۰۴۷۳ | ۰۳ دقیقه ۵۲ ثانیه | ۳۴°۴۲′جنوبی ۳۰°۴۲′غربی / ۳۴٫۷°جنوبی ۳۰٫۷°غربی   | ۱۶۲ کیلومتر (۱۰۱ مایل) |                 | [ ۱ ]    |
| ۶ ژوئیه ۸۳۷    | ۱۵:۱۱:۴۷           | ۹۸         | حلقه‌ای | ۰٫۹۴۹۱ | ۰۶ دقیقه ۰۵ ثانیه | ۲۸°۳۰′شمالی ۳۴°۳۶′غربی / ۲۸٫۵°شمالی ۳۴٫۶°غربی   | ۱۸۸ کیلومتر (۱۱۷ مایل) |                 | [ ۱ ]    |
| ۳۱ دسامبر ۸۳۷  | ۰۶:۵۶:۲۹           | ۱۰۳        | کامل   | ۱٫۰۳۲۳ | ۰۳ دقیقه ۱۲ ثانیه | ۲°۳۰′شمالی ۸۳°۴۲′شرقی / ۲٫۵°شمالی ۸۳٫۷°شرقی     | ۱۲۱ کیلومتر (۷۵ مایل)  |                 | [ ۱ ]    |
| ۲۵ ژوئیه ۸۳۸   | ۱۸:۰۱:۵۱           | ۱۰۸        | حلقه‌ای | ۰٫۹۷۹۸ | ۰۲ دقیقه ۲۴ ثانیه | ۱۷°۲۴′جنوبی ۸۵°۲۴′غربی / ۱۷٫۴°جنوبی ۸۵٫۴°غربی   | ۹۵ کیلومتر (۵۹ مایل)   |                 | [ ۱ ]    |
| ۲۰ دسامبر ۸۳۸  | ۱۹:۰۲:۵۸           | ۱۱۳        | جزئی   | ۰٫۶۸۸۵ | —                 | ۶۵°۳۰′شمالی ۱۱۱°۱۲′غربی / ۶۵٫۵°شمالی ۱۱۱٫۲°غربی | —                      |                 | [ ۱ ]    |
| ۱۶ مه ۸۳۹      | ۲۰:۰۱:۳۹           | ۸۰         | جزئی   | ۰٫۶۶۴۶ | —                 | ۶۸°۴۲′شمالی ۸۹°۳۶′شرقی / ۶۸٫۷°شمالی ۸۹٫۶°شرقی   | —                      |                 | [ ۱ ]    |
| ۱۵ ژوئیه ۸۳۹   | ۰۳:۵۶:۲۴           | ۱۱۸        | جزئی   | ۰٫۳۰۲۳ | —                 | ۶۶°۰۶′جنوبی ۱۲۱°۱۲′شرقی / ۶۶٫۱°جنوبی ۱۲۱٫۲°شرقی | —                      |                 | [ ۱ ]    |
| ۱۰ نوامبر ۸۳۹  | ۰۵:۲۵:۴۴           | ۸۵         | جزئی   | ۰٫۷۶۷۹ | —                 | ۶۹°۳۰′جنوبی ۴۶°۰۶′غربی / ۶۹٫۵°جنوبی ۴۶٫۱°غربی   | —                      |                 | [ ۱ ]    |
| ۵ مه ۸۴۰       | ۱۲:۵۷:۰۶           | ۹۰         | کامل   | ۱٫۰۷۵۹ | ۰۵ دقیقه ۴۶ ثانیه | ۴۳°۱۸′شمالی ۱۱°۰۰′غربی / ۴۳٫۳°شمالی ۱۱٫۰°غربی   | ۲۷۴ کیلومتر (۱۷۰ مایل) |                 | [ ۱ ]    |
| ۲۹ اکتبر ۸۴۰   | ۰۴:۴۳:۵۵           | ۹۵         | حلقه‌ای | ۰٫۹۳۱۱ | ۰۷ دقیقه ۳۵ ثانیه | ۳۹°۲۴′جنوبی ۱۰۹°۱۸′شرقی / ۳۹٫۴°جنوبی ۱۰۹٫۳°شرقی | ۲۸۴ کیلومتر (۱۷۶ مایل) |                 | [ ۱ ]    |
| ۲۵ آوریل ۸۴۱   | ۰۵:۰۱:۴۵           | ۱۰۰        | کامل   | ۱٫۰۴۲۹ | ۰۴ دقیقه ۱۷ ثانیه | ۲°۴۸′جنوبی ۱۱۸°۲۴′شرقی / ۲٫۸°جنوبی ۱۱۸٫۴°شرقی   | ۱۵۰ کیلومتر (۹۳ مایل)  |                 | [ ۱ ]    |
| ۱۸ اکتبر ۸۴۱   | ۰۹:۱۱:۰۷           | ۱۰۵        | حلقه‌ای | ۰٫۹۸۱۲ | ۰۲ دقیقه ۰۸ ثانیه | ۵°۳۰′شمالی ۵۳°۵۴′شرقی / ۵٫۵°شمالی ۵۳٫۹°شرقی     | ۷۰ کیلومتر (۴۳ مایل)   |                 | [ ۱ ]    |
| ۱۴ آوریل ۸۴۲   | ۱۵:۴۷:۲۰           | ۱۱۰        | جزئی   | ۰٫۷۹۵۰ | —                 | ۷۱°۰۶′جنوبی ۹°۱۸′شرقی / ۷۱٫۱°جنوبی ۹٫۳°شرقی     | —                      |                 | [ ۱ ]    |
| ۷ اکتبر ۸۴۲    | ۲۰:۵۸:۳۰           | ۱۱۵        | کامل   | ۱٫۰۲۲۹ | ۰۱ دقیقه ۳۰ ثانیه | ۶۵°۱۲′شمالی ۸۴°۱۸′غربی / ۶۵٫۲°شمالی ۸۴٫۳°غربی   | ۴۰۳ کیلومتر (۲۵۰ مایل) |                 | [ ۱ ]    |
| ۵ مارس ۸۴۳     | ۰۲:۲۹:۳۶           | ۸۲         | جزئی   | ۰٫۸۸۵۶ | —                 | ۷۱°۵۴′شمالی ۸۰°۵۴′شرقی / ۷۱٫۹°شمالی ۸۰٫۹°شرقی   | —                      |                 | [ ۱ ]    |
| ۲۹ اوت ۸۴۳     | ۰۴:۰۹:۴۸           | ۸۷         | کامل   | ۱٫۰۴۴۲ | ۰۲ دقیقه ۵۶ ثانیه | ۶۰°۴۸′جنوبی ۹۴°۰۶′شرقی / ۶۰٫۸°جنوبی ۹۴٫۱°شرقی   | ۵۲۶ کیلومتر (۳۲۷ مایل) |                 | [ ۱ ]    |
| ۲۲ فوریه ۸۴۴   | ۰۳:۲۹:۴۵           | ۹۲         | حلقه‌ای | ۰٫۹۵۳۸ | ۰۵ دقیقه ۴۱ ثانیه | ۸°۱۸′شمالی ۱۳۷°۰۰′شرقی / ۸٫۳°شمالی ۱۳۷٫۰°شرقی   | ۱۷۷ کیلومتر (۱۱۰ مایل) |                 | [ ۱ ]    |
| ۱۷ اوت ۸۴۴     | ۱۷:۵۲:۱۱           | ۹۷         | مرکب   | ۱٫۰۱۱۷ | ۰۱ دقیقه ۱۵ ثانیه | ۱°۴۸′جنوبی ۸۰°۳۰′غربی / ۱٫۸°جنوبی ۸۰٫۵°غربی     | ۴۲ کیلومتر (۲۶ مایل)   |                 | [ ۱ ]    |
| ۱۰ فوریه ۸۴۵   | ۱۰:۵۸:۵۵           | ۱۰۲        | مرکب   | ۱٫۰۰۴۱ | ۰۰ دقیقه ۲۲ ثانیه | ۳۷°۱۲′جنوبی ۳۷°۳۶′شرقی / ۳۷٫۲°جنوبی ۳۷٫۶°شرقی   | ۱۶ کیلومتر (۹٫۹ مایل)  |                 | [ ۱ ]    |
| ۷ اوت ۸۴۵      | ۰۰:۵۷:۵۵           | ۱۰۷        | حلقه‌ای | ۰٫۹۶۰۲ | ۰۳ دقیقه ۵۴ ثانیه | ۴۶°۳۶′شمالی ۱۷۳°۳۰′غربی / ۴۶٫۶°شمالی ۱۷۳٫۵°غربی | ۱۷۰ کیلومتر (۱۱۰ مایل) |                 | [ ۱ ]    |
| ۳۱ ژانویه ۸۴۶  | ۰۰:۴۴:۰۷           | ۱۱۲        | جزئی   | ۰٫۸۴۱۴ | —                 | ۷۰°۰۰′جنوبی ۳۲°۵۴′غربی / ۷۰٫۰°جنوبی ۳۲٫۹°غربی   | —                      |                 | [ ۱ ]    |
| ۲۷ ژوئیه ۸۴۶   | ۰۲:۰۴:۲۰           | ۱۱۷        | جزئی   | ۰٫۴۶۸۴ | —                 | ۶۹°۱۸′شمالی ۴۶°۱۲′غربی / ۶۹٫۳°شمالی ۴۶٫۲°غربی   | —                      |                 | [ ۱ ]    |
| ۲۲ دسامبر ۸۴۶  | ۰۵:۳۴:۵۱           | ۸۴         | کامل   | ۱٫۰۰۹۰ | ۰۰ دقیقه ۴۵ ثانیه | ۴۸°۰۰′شمالی ۱۱۲°۴۸′شرقی / ۴۸٫۰°شمالی ۱۱۲٫۸°شرقی | ۹۸ کیلومتر (۶۱ مایل)   |                 | [ ۱ ]    |
| ۱۶ ژوئیه ۸۴۷   | ۱۵:۳۹:۲۲           | ۸۹         | حلقه‌ای | ۰٫۹۹۳۷ | ۰۰ دقیقه ۴۲ ثانیه | ۲۵°۳۰′جنوبی ۳۹°۰۶′غربی / ۲۵٫۵°جنوبی ۳۹٫۱°غربی   | ۳۴ کیلومتر (۲۱ مایل)   |                 | [ ۱ ]    |
| ۱۱ دسامبر ۸۴۷  | ۱۵:۵۴:۱۴           | ۹۴         | حلقه‌ای | ۰٫۹۶۵۴ | ۰۴ دقیقه ۱۳ ثانیه | ۷°۲۴′جنوبی ۴۶°۰۰′غربی / ۷٫۴°جنوبی ۴۶٫۰°غربی     | ۱۳۰ کیلومتر (۸۱ مایل)  |                 | [ ۱ ]    |
| ۵ ژوئیه ۸۴۸    | ۰۳:۲۹:۱۷           | ۹۹         | کامل   | ۱٫۰۵۴۵ | ۰۴ دقیقه ۵۹ ثانیه | ۲۵°۳۶′شمالی ۱۳۷°۰۰′شرقی / ۲۵٫۶°شمالی ۱۳۷٫۰°شرقی | ۱۸۰ کیلومتر (۱۱۰ مایل) |                 | [ ۱ ]    |
| ۲۹ نوامبر ۸۴۸  | ۱۸:۵۴:۰۷           | ۱۰۴        | حلقه‌ای | ۰٫۹۲۲۴ | ۰۸ دقیقه ۰۶ ثانیه | ۴۶°۴۲′جنوبی ۱۰۲°۴۸′غربی / ۴۶٫۷°جنوبی ۱۰۲٫۸°غربی | ۳۲۳ کیلومتر (۲۰۱ مایل) |                 | [ ۱ ]    |
| ۲۵ مه ۸۴۹      | ۲۰:۰۳:۲۴           | ۱۰۹        | کامل   | ۱٫۰۷۳۸ | ۰۴ دقیقه ۲۲ ثانیه | ۶۹°۰۰′شمالی ۱۴۵°۱۸′غربی / ۶۹٫۰°شمالی ۱۴۵٫۳°غربی | ۳۸۳ کیلومتر (۲۳۸ مایل) |                 | [ ۱ ]    |
| ۱۸ نوامبر ۸۴۹  | ۱۷:۵۳:۵۷           | ۱۱۴        | جزئی   | ۰٫۷۸۹۸ | —                 | ۶۳°۱۲′جنوبی ۱۴۱°۳۰′شرقی / ۶۳٫۲°جنوبی ۱۴۱٫۵°شرقی | —                      |                 | [ ۱ ]    |
| ۱۶ آوریل ۸۵۰   | ۰۴:۰۹:۵۳           | ۸۱         | جزئی   | ۰٫۹۰۴۵ | —                 | ۶۱°۲۴′جنوبی ۱۶۴°۱۲′غربی / ۶۱٫۴°جنوبی ۱۶۴٫۲°غربی | —                      |                 | [ ۱ ]    |
| ۱۵ مه ۸۵۰      | ۱۲:۴۹:۲۹           | ۱۱۹        | جزئی   | ۰٫۰۰۶۶ | —                 | ۶۳°۱۲′شمالی ۱۳۸°۴۲′غربی / ۶۳٫۲°شمالی ۱۳۸٫۷°غربی | —                      |                 | [ ۱ ]    |
| ۹ اکتبر ۸۵۰    | ۰۶:۴۳:۵۵           | ۸۶         | جزئی   | ۰٫۷۸۳۲ | —                 | ۶۱°۱۲′شمالی ۱۶۱°۴۲′شرقی / ۶۱٫۲°شمالی ۱۶۱٫۷°شرقی | —                      |                 | [ ۱ ]    |
| ۵ آوریل ۸۵۱    | ۱۲:۴۸:۵۴           | ۹۱         | حلقه‌ای | ۰٫۹۶۸۰ | ۰۳ دقیقه ۲۵ ثانیه | ۹°۱۸′جنوبی ۷°۳۶′شرقی / ۹٫۳°جنوبی ۷٫۶°شرقی       | ۱۲۱ کیلومتر (۷۵ مایل)  |                 | [ ۱ ]    |
| ۲۸ سپتامبر ۸۵۱ | ۲۰:۱۲:۰۹           | ۹۶         | کامل   | ۱٫۰۴۹۲ | ۰۴ دقیقه ۰۳ ثانیه | ۱۵°۲۴′شمالی ۱۰۴°۲۴′غربی / ۱۵٫۴°شمالی ۱۰۴٫۴°غربی | ۱۷۴ کیلومتر (۱۰۸ مایل) |                 | [ ۱ ]    |
| ۲۴ مارس ۸۵۲    | ۱۴:۳۳:۰۸           | ۱۰۱        | حلقه‌ای | ۰٫۹۳۵۹ | ۰۶ دقیقه ۵۴ ثانیه | ۲۵°۰۶′شمالی ۳۹°۴۲′غربی / ۲۵٫۱°شمالی ۳۹٫۷°غربی   | ۲۶۰ کیلومتر (۱۶۰ مایل) |                 | [ ۱ ]    |
| ۱۷ سپتامبر ۸۵۲ | ۱۲:۳۲:۱۷           | ۱۰۶        | کامل   | ۱٫۰۵۶۹ | ۰۴ دقیقه ۳۶ ثانیه | ۱۶°۱۸′جنوبی ۹°۰۰′غربی / ۱۶٫۳°جنوبی ۹٫۰°غربی     | ۱۹۷ کیلومتر (۱۲۲ مایل) |                 | [ ۱ ]    |
| ۱۳ مارس ۸۵۳    | ۱۴:۵۹:۰۸           | ۱۱۱        | جزئی   | ۰٫۷۲۹۰ | —                 | ۶۰°۴۸′شمالی ۱۲۰°۰۰′غربی / ۶۰٫۸°شمالی ۱۲۰٫۰°غربی | —                      |                 | [ ۱ ]    |
| ۷ سپتامبر ۸۵۳  | ۰۳:۰۲:۴۲           | ۱۱۶        | جزئی   | ۰٫۸۵۷۸ | —                 | ۶۱°۰۰′جنوبی ۶۲°۱۸′شرقی / ۶۱٫۰°جنوبی ۶۲٫۳°شرقی   | —                      |                 | [ ۱ ]    |
| ۱ فوریه ۸۵۴    | ۰۹:۱۵:۰۳           | ۸۳         | کامل   | ۱٫۰۰۶۵ | ۰۰ دقیقه ۲۲ ثانیه | ۶۷°۴۸′جنوبی ۱۴۲°۰۰′شرقی / ۶۷٫۸°جنوبی ۱۴۲٫۰°شرقی | ۸۰ کیلومتر (۵۰ مایل)   |                 | [ ۱ ]    |
| ۲۸ ژوئیه ۸۵۴   | ۲۱:۰۹:۵۲           | ۸۸         | حلقه‌ای | ۰٫۹۴۴۴ | ۰۳ دقیقه ۴۷ ثانیه | ۷۰°۱۲′شمالی ۴۳°۵۴′غربی / ۷۰٫۲°شمالی ۴۳٫۹°غربی   | ۶۰۳ کیلومتر (۳۷۵ مایل) |                 | [ ۱ ]    |
| ۲۲ ژانویه ۸۵۵  | ۰۰:۰۱:۲۸           | ۹۳         | کامل   | ۱٫۰۴۹۹ | ۰۴ دقیقه ۰۱ ثانیه | ۳۲°۳۰′جنوبی ۱۶۰°۱۸′غربی / ۳۲٫۵°جنوبی ۱۶۰٫۳°غربی | ۱۷۱ کیلومتر (۱۰۶ مایل) |                 | [ ۱ ]    |
| ۱۷ ژوئیه ۸۵۵   | ۲۱:۴۱:۰۱           | ۹۸         | حلقه‌ای | ۰٫۹۴۸۴ | ۰۵ دقیقه ۵۲ ثانیه | ۳۱°۱۲′شمالی ۱۳۰°۰۰′غربی / ۳۱٫۲°شمالی ۱۳۰٫۰°غربی | ۱۹۳ کیلومتر (۱۲۰ مایل) |                 | [ ۱ ]    |
| ۱۱ ژانویه ۸۵۶  | ۱۵:۴۱:۰۳           | ۱۰۳        | کامل   | ۱٫۰۳۱۸ | ۰۳ دقیقه ۰۵ ثانیه | ۳°۲۴′شمالی ۴۸°۴۲′غربی / ۳٫۴°شمالی ۴۸٫۷°غربی     | ۱۱۸ کیلومتر (۷۳ مایل)  |                 | [ ۱ ]    |
| ۶ ژوئیه ۸۵۶    | ۰۰:۴۹:۲۰           | ۱۰۸        | حلقه‌ای | ۰٫۹۸۳۱ | ۰۲ دقیقه ۰۰ ثانیه | ۱۲°۰۰′جنوبی ۱۷۱°۰۰′شرقی / ۱۲٫۰°جنوبی ۱۷۱٫۰°شرقی | ۷۳ کیلومتر (۴۵ مایل)   |                 | [ ۱ ]    |
| ۳۱ دسامبر ۸۵۶  | ۰۳:۳۴:۰۱           | ۱۱۳        | جزئی   | ۰٫۶۸۷۵ | —                 | ۶۴°۳۰′شمالی ۱۱۰°۳۰′شرقی / ۶۴٫۵°شمالی ۱۱۰٫۵°شرقی | —                      |                 | [ ۱ ]    |
| ۲۷ مه ۸۵۷      | ۰۳:۲۴:۳۵           | ۸۰         | جزئی   | ۰٫۵۳۳۸ | —                 | ۶۷°۴۸′شمالی ۳۳°۰۶′غربی / ۶۷٫۸°شمالی ۳۳٫۱°غربی   | —                      |                 | [ ۱ ]    |
| ۲۵ ژوئیه ۸۵۷   | ۱۱:۰۸:۲۳           | ۱۱۸        | جزئی   | ۰٫۴۴۹۴ | —                 | ۶۵°۰۶′جنوبی ۲°۳۰′شرقی / ۶۵٫۱°جنوبی ۲٫۵°شرقی     | —                      |                 | [ ۱ ]    |
| ۲۰ نوامبر ۸۵۷  | ۱۳:۲۳:۰۰           | ۸۵         | جزئی   | ۰٫۷۵۰۲ | —                 | ۶۸°۲۴′جنوبی ۱۷۷°۵۴′غربی / ۶۸٫۴°جنوبی ۱۷۷٫۹°غربی | —                      |                 | [ ۱ ]    |
| ۱۶ مه ۸۵۸      | ۲۰:۲۹:۱۵           | ۹۰         | کامل   | ۱٫۰۷۶۰ | ۰۵ دقیقه ۳۰ ثانیه | ۵۰°۴۲′شمالی ۱۲۴°۰۰′غربی / ۵۰٫۷°شمالی ۱۲۴٫۰°غربی | ۲۸۷ کیلومتر (۱۷۸ مایل) |                 | [ ۱ ]    |
| ۹ نوامبر ۸۵۸   | ۱۲:۴۱:۵۹           | ۹۵         | حلقه‌ای | ۰٫۹۳۰۹ | ۰۷ دقیقه ۲۴ ثانیه | ۴۳°۴۲′جنوبی ۹°۱۸′غربی / ۴۳٫۷°جنوبی ۹٫۳°غربی     | ۲۸۷ کیلومتر (۱۷۸ مایل) |                 | [ ۱ ]    |
| ۶ مه ۸۵۹       | ۱۲:۲۶:۳۸           | ۱۰۰        | کامل   | ۱٫۰۴۲۰ | ۰۴ دقیقه ۱۷ ثانیه | ۴°۱۲′شمالی ۴°۴۲′شرقی / ۴٫۲°شمالی ۴٫۷°شرقی       | ۱۴۴ کیلومتر (۸۹ مایل)  |                 | [ ۱ ]    |
| ۲۹ اکتبر ۸۵۹   | ۱۷:۲۶:۱۹           | ۱۰۵        | حلقه‌ای | ۰٫۹۸۲۱ | ۰۲ دقیقه ۰۳ ثانیه | ۱°۰۰′شمالی ۷۱°۳۰′غربی / ۱٫۰°شمالی ۷۱٫۵°غربی     | ۶۶ کیلومتر (۴۱ مایل)   |                 | [ ۱ ]    |
| ۲۴ آوریل ۸۶۰   | ۲۲:۵۲:۴۰           | ۱۱۰        | جزئی   | ۰٫۹۰۵۷ | —                 | ۷۰°۳۰′جنوبی ۱۱۰°۴۲′غربی / ۷۰٫۵°جنوبی ۱۱۰٫۷°غربی | —                      |                 | [ ۱ ]    |
| ۱۸ اکتبر ۸۶۰   | ۰۵:۲۵:۰۲           | ۱۱۵        | کامل   | ۱٫۰۲۴۱ | ۰۱ دقیقه ۴۲ ثانیه | ۵۸°۳۰′شمالی ۱۳۴°۰۰′شرقی / ۵۸٫۵°شمالی ۱۳۴٫۰°شرقی | ۲۸۶ کیلومتر (۱۷۸ مایل) |                 | [ ۱ ]    |
| ۱۵ مارس ۸۶۱    | ۰۹:۴۰:۰۴           | ۸۲         | جزئی   | ۰٫۸۰۷۹ | —                 | ۷۲°۰۶′شمالی ۴۱°۳۰′غربی / ۷۲٫۱°شمالی ۴۱٫۵°غربی   | —                      |                 | [ ۱ ]    |
| ۸ سپتامبر ۸۶۱  | ۱۲:۰۸:۲۵           | ۸۷         | کامل   | ۱٫۰۰۵۳ | —                 | ۷۱°۵۴′جنوبی ۷۰°۱۸′غربی / ۷۱٫۹°جنوبی ۷۰٫۳°غربی   | —                      |                 | [ ۱ ]    |
| ۴ مارس ۸۶۲     | ۱۱:۰۳:۳۸           | ۹۲         | حلقه‌ای | ۰٫۹۵۹۱ | ۰۴ دقیقه ۴۹ ثانیه | ۱۴°۳۰′شمالی ۲۱°۱۲′شرقی / ۱۴٫۵°شمالی ۲۱٫۲°شرقی   | ۱۵۸ کیلومتر (۹۸ مایل)  |                 | [ ۱ ]    |
| ۲۹ اوت ۸۶۲     | ۰۱:۲۴:۰۸           | ۹۷         | مرکب   | ۱٫۰۰۵۱ | ۰۰ دقیقه ۳۳ ثانیه | ۸°۴۲′جنوبی ۱۶۳°۵۴′شرقی / ۸٫۷°جنوبی ۱۶۳٫۹°شرقی   | ۱۹ کیلومتر (۱۲ مایل)   |                 | [ ۱ ]    |
| ۲۱ فوریه ۸۶۳   | ۱۹:۰۶:۱۶           | ۱۰۲        | مرکب   | ۱٫۰۱۰۳ | ۰۰ دقیقه ۵۷ ثانیه | ۳۱°۱۸′جنوبی ۸۵°۱۸′غربی / ۳۱٫۳°جنوبی ۸۵٫۳°غربی   | ۳۹ کیلومتر (۲۴ مایل)   |                 | [ ۱ ]    |
| ۱۸ اوت ۸۶۳     | ۰۷:۵۵:۵۰           | ۱۰۷        | حلقه‌ای | ۰٫۹۵۵۸ | ۰۴ دقیقه ۳۸ ثانیه | ۳۸°۴۸′شمالی ۸۰°۱۸′شرقی / ۳۸٫۸°شمالی ۸۰٫۳°شرقی   | ۱۸۱ کیلومتر (۱۱۲ مایل) |                 | [ ۱ ]    |
| ۱۱ فوریه ۸۶۴   | ۰۹:۱۴:۰۳           | ۱۱۲        | جزئی   | ۰٫۸۸۱۴ | —                 | ۷۰°۴۸′جنوبی ۱۷۳°۵۴′غربی / ۷۰٫۸°جنوبی ۱۷۳٫۹°غربی | —                      |                 | [ ۱ ]    |
| ۶ اوت ۸۶۴      | ۰۸:۴۲:۵۶           | ۱۱۷        | جزئی   | ۰٫۵۹۲۸ | —                 | ۷۰°۱۲′شمالی ۱۵۸°۳۶′غربی / ۷۰٫۲°شمالی ۱۵۸٫۶°غربی | —                      |                 | [ ۱ ]    |
| ۱ ژانویه ۸۶۵   | ۱۴:۱۹:۰۳           | ۸۴         | کامل   | ۱٫۰۰۷۳ | ۰۰ دقیقه ۳۶ ثانیه | ۵۰°۰۶′شمالی ۲۴°۲۴′غربی / ۵۰٫۱°شمالی ۲۴٫۴°غربی   | ۸۴ کیلومتر (۵۲ مایل)   |                 | [ ۱ ]    |
| ۲۶ ژوئیه ۸۶۵   | ۲۲:۳۱:۴۹           | ۸۹         | حلقه‌ای | ۰٫۹۹۴۹ | ۰۰ دقیقه ۳۱ ثانیه | ۳۳°۳۰′جنوبی ۱۴۵°۴۲′غربی / ۳۳٫۵°جنوبی ۱۴۵٫۷°غربی | ۳۲ کیلومتر (۲۰ مایل)   |                 | [ ۱ ]    |
| ۲۲ دسامبر ۸۶۵  | ۰۰:۲۰:۰۳           | ۹۴         | حلقه‌ای | ۰٫۹۶۲۹ | ۰۴ دقیقه ۳۷ ثانیه | ۷°۰۶′جنوبی ۱۷۳°۰۰′غربی / ۷٫۱°جنوبی ۱۷۳٫۰°غربی   | ۱۴۰ کیلومتر (۸۷ مایل)  |                 | [ ۱ ]    |
| ۱۶ ژوئیه ۸۶۶   | ۱۰:۴۶:۲۵           | ۹۹         | کامل   | ۱٫۰۵۷۴ | ۰۵ دقیقه ۲۴ ثانیه | ۲۱°۴۸′شمالی ۲۸°۲۴′شرقی / ۲۱٫۸°شمالی ۲۸٫۴°شرقی   | ۱۸۹ کیلومتر (۱۱۷ مایل) |                 | [ ۱ ]    |
| ۱۱ دسامبر ۸۶۶  | ۰۲:۵۹:۱۱           | ۱۰۴        | حلقه‌ای | ۰٫۹۲۱۰ | ۰۸ دقیقه ۲۲ ثانیه | ۴۷°۵۴′جنوبی ۱۳۹°۳۰′شرقی / ۴۷٫۹°جنوبی ۱۳۹٫۵°شرقی | ۳۲۹ کیلومتر (۲۰۴ مایل) |                 | [ ۱ ]    |
| ۶ ژوئیه ۸۶۷    | ۰۳:۳۰:۵۹           | ۱۰۹        | کامل   | ۱٫۰۷۶۰ | ۰۴ دقیقه ۴۳ ثانیه | ۶۶°۳۶′شمالی ۱۱۷°۳۰′شرقی / ۶۶٫۶°شمالی ۱۱۷٫۵°شرقی | ۳۴۹ کیلومتر (۲۱۷ مایل) |                 | [ ۱ ]    |
| ۳۰ نوامبر ۸۶۷  | ۰۱:۵۷:۱۳           | ۱۱۴        | جزئی   | ۰٫۸۰۳۵ | —                 | ۶۴°۰۶′جنوبی ۱۰°۴۲′شرقی / ۶۴٫۱°جنوبی ۱۰٫۷°شرقی   | —                      |                 | [ ۱ ]    |
| ۲۶ آوریل ۸۶۸   | ۱۱:۳۴:۰۴           | ۸۱         | جزئی   | ۰٫۷۷۹۹ | —                 | ۶۱°۵۴′جنوبی ۷۵°۱۸′شرقی / ۶۱٫۹°جنوبی ۷۵٫۳°شرقی   | —                      |                 | [ ۱ ]    |
| ۲۵ مه ۸۶۸      | ۲۰:۱۱:۱۳           | ۱۱۹        | جزئی   | ۰٫۱۳۲۷ | —                 | ۶۴°۰۰′شمالی ۱۰۰°۵۴′شرقی / ۶۴٫۰°شمالی ۱۰۰٫۹°شرقی | —                      |                 | [ ۱ ]    |
| ۱۹ اکتبر ۸۶۸   | ۱۴:۵۹:۰۸           | ۸۶         | جزئی   | ۰٫۷۵۲۸ | —                 | ۶۱°۳۶′شمالی ۲۸°۳۶′شرقی / ۶۱٫۶°شمالی ۲۸٫۶°شرقی   | —                      |                 | [ ۱ ]    |
| ۱۵ آوریل ۸۶۹   | ۱۹:۵۲:۳۷           | ۹۱         | حلقه‌ای | ۰٫۹۶۷۴ | ۰۳ دقیقه ۳۵ ثانیه | ۹°۱۸′جنوبی ۹۸°۲۴′غربی / ۹٫۳°جنوبی ۹۸٫۴°غربی     | ۱۲۶ کیلومتر (۷۸ مایل)  |                 | [ ۱ ]    |
| ۹ اکتبر ۸۶۹    | ۰۴:۳۵:۲۵           | ۹۶         | کامل   | ۱٫۰۴۷۵ | ۰۴ دقیقه ۰۰ ثانیه | ۱۲°۴۸′شمالی ۱۲۸°۴۸′شرقی / ۱۲٫۸°شمالی ۱۲۸٫۸°شرقی | ۱۷۱ کیلومتر (۱۰۶ مایل) |                 | [ ۱ ]    |
| ۴ آوریل ۸۷۰    | ۲۱:۲۶:۳۹           | ۱۰۱        | حلقه‌ای | ۰٫۹۳۸۸ | ۰۶ دقیقه ۳۵ ثانیه | ۲۶°۰۰′شمالی ۱۴۲°۱۸′غربی / ۲۶٫۰°شمالی ۱۴۲٫۳°غربی | ۲۴۲ کیلومتر (۱۵۰ مایل) |                 | [ ۱ ]    |
| ۲۸ سپتامبر ۸۷۰ | ۲۰:۴۷:۵۰           | ۱۰۶        | کامل   | ۱٫۰۵۲۷ | ۰۴ دقیقه ۱۵ ثانیه | ۱۹°۰۰′جنوبی ۱۳۳°۲۴′غربی / ۱۹٫۰°جنوبی ۱۳۳٫۴°غربی | ۱۸۲ کیلومتر (۱۱۳ مایل) |                 | [ ۱ ]    |
| ۲۴ مارس ۸۷۱    | ۲۲:۱۲:۳۴           | ۱۱۱        | جزئی   | ۰٫۸۲۲۷ | —                 | ۶۰°۴۸′شمالی ۱۲۲°۲۴′شرقی / ۶۰٫۸°شمالی ۱۲۲٫۴°شرقی | —                      |                 | [ ۱ ]    |
| ۱۸ سپتامبر ۸۷۱ | ۱۰:۵۴:۵۱           | ۱۱۶        | جزئی   | ۰٫۹۲۲۴ | —                 | ۶۰°۵۴′جنوبی ۶۴°۵۴′غربی / ۶۰٫۹°جنوبی ۶۴٫۹°غربی   | —                      |                 | [ ۱ ]    |
| ۱۲ فوریه ۸۷۲   | ۱۷:۳۵:۰۶           | ۸۳         | کامل   | ۱٫۰۱۰۵ | ۰۰ دقیقه ۳۶ ثانیه | ۶۴°۵۴′جنوبی ۱۸°۳۶′شرقی / ۶۴٫۹°جنوبی ۱۸٫۶°شرقی   | ۱۷۵ کیلومتر (۱۰۹ مایل) |                 | [ ۱ ]    |
| ۸ اوت ۸۷۲      | ۰۳:۵۵:۳۰           | ۸۸         | حلقه‌ای | ۰٫۹۴۳۷ | —                 | ۶۱°۵۴′شمالی ۱۰۸°۰۰′غربی / ۶۱٫۹°شمالی ۱۰۸٫۰°غربی | —                      |                 | [ ۱ ]    |
| ۱ فوریه ۸۷۳    | ۰۸:۳۹:۱۴           | ۹۳         | کامل   | ۱٫۰۵۲۷ | ۰۴ دقیقه ۱۲ ثانیه | ۲۹°۵۴′جنوبی ۷۱°۱۲′شرقی / ۲۹٫۹°جنوبی ۷۱٫۲°شرقی   | ۱۸۱ کیلومتر (۱۱۲ مایل) |                 | [ ۱ ]    |
| ۲۸ ژوئیه ۸۷۳   | ۰۴:۱۵:۴۰           | ۹۸         | حلقه‌ای | ۰٫۹۴۷۳ | ۰۵ دقیقه ۴۴ ثانیه | ۳۲°۴۸′شمالی ۱۳۳°۳۶′شرقی / ۳۲٫۸°شمالی ۱۳۳٫۶°شرقی | ۲۰۱ کیلومتر (۱۲۵ مایل) |                 | [ ۱ ]    |
| ۲۲ ژانویه ۸۷۴  | ۰۰:۲۰:۱۴           | ۱۰۳        | کامل   | ۱٫۰۳۱۸ | ۰۳ دقیقه ۰۱ ثانیه | ۴°۴۸′شمالی ۱۷۹°۴۸′غربی / ۴٫۸°شمالی ۱۷۹٫۸°غربی   | ۱۱۷ کیلومتر (۷۳ مایل)  |                 | [ ۱ ]    |
| ۱۷ ژوئیه ۸۷۴   | ۰۷:۴۲:۲۶           | ۱۰۸        | حلقه‌ای | ۰٫۹۸۵۶ | ۰۱ دقیقه ۳۹ ثانیه | ۸°۰۰′جنوبی ۶۶°۴۲′شرقی / ۸٫۰°جنوبی ۶۶٫۷°شرقی     | ۵۸ کیلومتر (۳۶ مایل)   |                 | [ ۱ ]    |
| ۱۱ ژانویه ۸۷۵  | ۱۱:۵۹:۱۱           | ۱۱۳        | جزئی   | ۰٫۶۹۴۱ | —                 | ۶۳°۳۶′شمالی ۲۵°۵۴′غربی / ۶۳٫۶°شمالی ۲۵٫۹°غربی   | —                      |                 | [ ۱ ]    |
| ۷ ژوئیه ۸۷۵    | ۱۰:۴۶:۵۵           | ۸۰         | جزئی   | ۰٫۴۰۰۲ | —                 | ۶۶°۴۸′شمالی ۱۵۵°۰۶′غربی / ۶۶٫۸°شمالی ۱۵۵٫۱°غربی | —                      |                 | [ ۱ ]    |
| ۶ ژوئیه ۸۷۵    | ۱۸:۲۴:۵۰           | ۱۱۸        | جزئی   | ۰٫۵۹۲۹ | —                 | ۶۴°۱۲′جنوبی ۱۱۷°۰۰′غربی / ۶۴٫۲°جنوبی ۱۱۷٫۰°غربی | —                      |                 | [ ۱ ]    |
| ۱ دسامبر ۸۷۵   | ۲۱:۲۳:۴۱           | ۸۵         | جزئی   | ۰٫۷۳۷۰ | —                 | ۶۷°۱۸′جنوبی ۵۰°۰۶′شرقی / ۶۷٫۳°جنوبی ۵۰٫۱°شرقی   | —                      |                 | [ ۱ ]    |
| ۲۷ مه ۸۷۶      | ۰۳:۵۷:۵۶           | ۹۰         | کامل   | ۱٫۰۷۵۳ | ۰۵ دقیقه ۱۰ ثانیه | ۵۷°۵۴′شمالی ۱۲۵°۵۴′شرقی / ۵۷٫۹°شمالی ۱۲۵٫۹°شرقی | ۳۰۱ کیلومتر (۱۸۷ مایل) |                 | [ ۱ ]    |
| ۱۹ نوامبر ۸۷۶  | ۲۰:۴۶:۲۰           | ۹۵         | حلقه‌ای | ۰٫۹۳۱۳ | ۰۷ دقیقه ۱۱ ثانیه | ۴۷°۰۶′جنوبی ۱۲۸°۱۲′غربی / ۴۷٫۱°جنوبی ۱۲۸٫۲°غربی | ۲۸۷ کیلومتر (۱۷۸ مایل) |                 | [ ۱ ]    |
| ۱۶ مه ۸۷۷      | ۱۹:۴۴:۵۶           | ۱۰۰        | کامل   | ۱٫۰۴۰۶ | ۰۴ دقیقه ۰۹ ثانیه | ۱۰°۵۴′شمالی ۱۰۶°۴۲′غربی / ۱۰٫۹°شمالی ۱۰۶٫۷°غربی | ۱۳۸ کیلومتر (۸۶ مایل)  |                 | [ ۱ ]    |
| ۹ نوامبر ۸۷۷   | ۰۱:۴۹:۲۴           | ۱۰۵        | حلقه‌ای | ۰٫۹۸۳۲ | ۰۱ دقیقه ۵۷ ثانیه | ۲°۴۲′جنوبی ۱۶۱°۳۰′شرقی / ۲٫۷°جنوبی ۱۶۱٫۵°شرقی   | ۶۲ کیلومتر (۳۹ مایل)   |                 | [ ۱ ]    |
| ۶ مه ۸۷۸       | ۰۵:۴۸:۱۲           | ۱۱۰        | حلقه‌ای | ۰٫۹۷۱۱ | ۰۲ دقیقه ۲۸ ثانیه | ۵۷°۴۲′جنوبی ۱۲۰°۱۸′شرقی / ۵۷٫۷°جنوبی ۱۲۰٫۳°شرقی | ۴۵۵ کیلومتر (۲۸۳ مایل) |                 | [ ۱ ]    |
| ۲۹ اکتبر ۸۷۸   | ۱۳:۵۹:۵۹           | ۱۱۵        | کامل   | ۱٫۰۲۴۶ | ۰۱ دقیقه ۵۰ ثانیه | ۵۳°۳۰′شمالی ۳°۴۲′غربی / ۵۳٫۵°شمالی ۳٫۷°غربی     | ۲۵۰ کیلومتر (۱۶۰ مایل) |                 | [ ۱ ]    |
| ۲۶ مارس ۸۷۹    | ۱۶:۴۲:۰۰           | ۸۲         | جزئی   | ۰٫۷۱۸۱ | —                 | ۷۲°۰۰′شمالی ۱۶۱°۴۲′غربی / ۷۲٫۰°شمالی ۱۶۱٫۷°غربی | —                      |                 | [ ۱ ]    |
| ۱۹ سپتامبر ۸۷۹ | ۲۰:۱۴:۱۰           | ۸۷         | جزئی   | ۰٫۹۲۹۹ | —                 | ۷۲°۰۰′جنوبی ۱۵۳°۳۰′شرقی / ۷۲٫۰°جنوبی ۱۵۳٫۵°شرقی | —                      |                 | [ ۱ ]    |
| ۱۴ مارس ۸۸۰    | ۱۸:۳۱:۵۷           | ۹۲         | حلقه‌ای | ۰٫۹۶۴۵ | ۰۳ دقیقه ۵۹ ثانیه | ۲۱°۱۲′شمالی ۹۳°۳۰′غربی / ۲۱٫۲°شمالی ۹۳٫۵°غربی   | ۱۳۸ کیلومتر (۸۶ مایل)  |                 | [ ۱ ]    |
| ۸ سپتامبر ۸۸۰  | ۰۹:۰۲:۰۳           | ۹۷         | حلقه‌ای | ۰٫۹۹۸۵ | ۰۰ دقیقه ۰۹ ثانیه | ۱۵°۳۶′جنوبی ۴۶°۴۸′شرقی / ۱۵٫۶°جنوبی ۴۶٫۸°شرقی   | ۶ کیلومتر (۳٫۷ مایل)   |                 | [ ۱ ]    |
| ۴ مارس ۸۸۱     | ۰۳:۰۸:۲۲           | ۱۰۲        | مرکب   | ۱٫۰۱۶۷ | ۰۱ دقیقه ۳۵ ثانیه | ۲۵°۰۶′جنوبی ۱۵۲°۲۴′شرقی / ۲۵٫۱°جنوبی ۱۵۲٫۴°شرقی | ۶۱ کیلومتر (۳۸ مایل)   |                 | [ ۱ ]    |
| ۲۸ اوت ۸۸۱     | ۱۴:۵۹:۰۰           | ۱۰۷        | حلقه‌ای | ۰٫۹۵۱۲ | ۰۵ دقیقه ۲۶ ثانیه | ۳۱°۰۶′شمالی ۲۷°۴۲′غربی / ۳۱٫۱°شمالی ۲۷٫۷°غربی   | ۱۹۵ کیلومتر (۱۲۱ مایل) |                 | [ ۱ ]    |
| ۲۱ فوریه ۸۸۲   | ۱۷:۳۸:۱۶           | ۱۱۲        | جزئی   | ۰٫۹۳۰۹ | —                 | ۷۱°۲۴′جنوبی ۴۶°۰۰′شرقی / ۷۱٫۴°جنوبی ۴۶٫۰°شرقی   | —                      |                 | [ ۱ ]    |
| ۱۷ اوت ۸۸۲     | ۱۵:۲۹:۲۳           | ۱۱۷        | جزئی   | ۰٫۷۰۶۶ | —                 | ۷۱°۰۰′شمالی ۸۶°۱۸′شرقی / ۷۱٫۰°شمالی ۸۶٫۳°شرقی   | —                      |                 | [ ۱ ]    |
| ۱۲ ژانویه ۸۸۳  | ۲۲:۵۸:۱۳           | ۸۴         | کامل   | ۱٫۰۰۵۷ | ۰۰ دقیقه ۲۷ ثانیه | ۵۳°۱۸′شمالی ۱۶۰°۵۴′غربی / ۵۳٫۳°شمالی ۱۶۰٫۹°غربی | ۷۳ کیلومتر (۴۵ مایل)   |                 | [ ۱ ]    |
| ۸ ژوئیه ۸۸۳    | ۰۵:۳۰:۳۸           | ۸۹         | حلقه‌ای | ۰٫۹۹۵۱ | ۰۰ دقیقه ۲۷ ثانیه | ۴۳°۱۸′جنوبی ۱۰۴°۳۰′شرقی / ۴۳٫۳°جنوبی ۱۰۴٫۵°شرقی | ۴۱ کیلومتر (۲۵ مایل)   |                 | [ ۱ ]    |
| ۲ ژانویه ۸۸۴   | ۰۸:۴۲:۰۳           | ۹۴         | حلقه‌ای | ۰٫۹۶۱۰ | ۰۴ دقیقه ۵۵ ثانیه | ۵°۴۸′جنوبی ۶۰°۵۴′شرقی / ۵٫۸°جنوبی ۶۰٫۹°شرقی     | ۱۴۸ کیلومتر (۹۲ مایل)  |                 | [ ۱ ]    |
| ۲۶ ژوئیه ۸۸۴   | ۱۸:۰۶:۴۳           | ۹۹         | کامل   | ۱٫۰۵۹۶ | ۰۵ دقیقه ۴۳ ثانیه | ۱۷°۱۲′شمالی ۸۱°۳۶′غربی / ۱۷٫۲°شمالی ۸۱٫۶°غربی   | ۱۹۷ کیلومتر (۱۲۲ مایل) |                 | [ ۱ ]    |
| ۲۱ دسامبر ۸۸۴  | ۱۱:۰۲:۳۹           | ۱۰۴        | حلقه‌ای | ۰٫۹۲۰۲ | ۰۸ دقیقه ۳۵ ثانیه | ۴۷°۵۴′جنوبی ۲۲°۳۰′شرقی / ۴۷٫۹°جنوبی ۲۲٫۵°شرقی   | ۳۳۲ کیلومتر (۲۰۶ مایل) |                 | [ ۱ ]    |
| ۱۶ ژوئیه ۸۸۵   | ۱۰:۵۸:۰۵           | ۱۰۹        | کامل   | ۱٫۰۷۷۲ | ۰۵ دقیقه ۰۲ ثانیه | ۶۲°۳۶′شمالی ۱۶°۲۴′شرقی / ۶۲٫۶°شمالی ۱۶٫۴°شرقی   | ۳۲۳ کیلومتر (۲۰۱ مایل) |                 | [ ۱ ]    |
| ۱۰ دسامبر ۸۸۵  | ۱۰:۰۲:۱۳           | ۱۱۴        | جزئی   | ۰٫۸۱۶۴ | —                 | ۶۵°۱۲′جنوبی ۱۲۰°۵۴′غربی / ۶۵٫۲°جنوبی ۱۲۰٫۹°غربی | —                      |                 | [ ۱ ]    |
| ۷ مه ۸۸۶       | ۱۸:۴۹:۱۴           | ۸۱         | جزئی   | ۰٫۶۴۳۵ | —                 | ۶۲°۳۶′جنوبی ۴۳°۰۶′غربی / ۶۲٫۶°جنوبی ۴۳٫۱°غربی   | —                      |                 | [ ۱ ]    |
| ۶ ژوئیه ۸۸۶    | ۰۳:۲۸:۲۶           | ۱۱۹        | جزئی   | ۰٫۲۶۴۷ | —                 | ۶۴°۴۸′شمالی ۱۸°۴۲′غربی / ۶۴٫۸°شمالی ۱۸٫۷°غربی   | —                      |                 | [ ۱ ]    |
| ۳۰ اکتبر ۸۸۶   | ۲۳:۲۳:۰۹           | ۸۶         | جزئی   | ۰٫۷۳۳۸ | —                 | ۶۲°۰۶′شمالی ۱۰۶°۴۸′غربی / ۶۲٫۱°شمالی ۱۰۶٫۸°غربی | —                      |                 | [ ۱ ]    |
| ۲۷ آوریل ۸۸۷   | ۰۲:۴۶:۲۷           | ۹۱         | حلقه‌ای | ۰٫۹۶۶۴ | ۰۳ دقیقه ۵۰ ثانیه | ۱۰°۲۴′جنوبی ۱۵۷°۵۴′شرقی / ۱۰٫۴°جنوبی ۱۵۷٫۹°شرقی | ۱۳۵ کیلومتر (۸۴ مایل)  |                 | [ ۱ ]    |
| ۲۰ اکتبر ۸۸۷   | ۱۳:۰۶:۴۰           | ۹۶         | کامل   | ۱٫۰۴۶۱ | ۰۳ دقیقه ۵۹ ثانیه | ۱۰°۱۲′شمالی ۰°۱۲′غربی / ۱۰٫۲°شمالی ۰٫۲°غربی     | ۱۶۷ کیلومتر (۱۰۴ مایل) |                 | [ ۱ ]    |
| ۱۵ آوریل ۸۸۸   | ۰۴:۱۱:۵۰           | ۱۰۱        | حلقه‌ای | ۰٫۹۴۱۴ | ۰۶ دقیقه ۲۲ ثانیه | ۲۶°۳۰′شمالی ۱۱۷°۴۲′شرقی / ۲۶٫۵°شمالی ۱۱۷٫۷°شرقی | ۲۲۵ کیلومتر (۱۴۰ مایل) |                 | [ ۱ ]    |
| ۹ اکتبر ۸۸۸    | ۰۵:۱۱:۱۵           | ۱۰۶        | کامل   | ۱٫۰۴۸۴ | ۰۳ دقیقه ۵۵ ثانیه | ۲۲°۰۶′جنوبی ۱۰۰°۲۴′شرقی / ۲۲٫۱°جنوبی ۱۰۰٫۴°شرقی | ۱۶۷ کیلومتر (۱۰۴ مایل) |                 | [ ۱ ]    |
| ۴ آوریل ۸۸۹    | ۰۵:۱۷:۴۵           | ۱۱۱        | جزئی   | ۰٫۹۳۰۶ | —                 | ۶۱°۰۰′شمالی ۶°۵۴′شرقی / ۶۱٫۰°شمالی ۶٫۹°شرقی     | —                      |                 | [ ۱ ]    |
| ۲۸ سپتامبر ۸۸۹ | ۱۸:۵۴:۰۰           | ۱۱۶        | جزئی   | ۰٫۹۷۴۸ | —                 | ۶۱°۰۰′جنوبی ۱۶۶°۰۶′شرقی / ۶۱٫۰°جنوبی ۱۶۶٫۱°شرقی | —                      |                 | [ ۱ ]    |
| ۲۳ فوریه ۸۹۰   | ۰۱:۴۸:۵۹           | ۸۳         | کامل   | ۱٫۰۰۰۵ | —                 | ۶۱°۱۲′جنوبی ۸۹°۰۶′غربی / ۶۱٫۲°جنوبی ۸۹٫۱°غربی   | —                      |                 | [ ۱ ]    |
| ۱۹ اوت ۸۹۰     | ۱۰:۴۷:۰۱           | ۸۸         | جزئی   | ۰٫۸۲۶۸ | —                 | ۶۱°۲۴′شمالی ۱۳۹°۴۸′شرقی / ۶۱٫۴°شمالی ۱۳۹٫۸°شرقی | —                      |                 | [ ۱ ]    |
| ۱۲ فوریه ۸۹۱   | ۱۷:۱۰:۴۲           | ۹۳         | کامل   | ۱٫۰۵۵۷ | ۰۴ دقیقه ۲۳ ثانیه | ۲۷°۰۰′جنوبی ۵۶°۱۲′غربی / ۲۷٫۰°جنوبی ۵۶٫۲°غربی   | ۱۹۱ کیلومتر (۱۱۹ مایل) |                 | [ ۱ ]    |
| ۸ اوت ۸۹۱      | ۱۰:۵۷:۵۵           | ۹۸         | حلقه‌ای | ۰٫۹۴۵۸ | ۰۵ دقیقه ۴۲ ثانیه | ۳۳°۲۴′شمالی ۳۵°۱۸′شرقی / ۳۳٫۴°شمالی ۳۵٫۳°شرقی   | ۲۱۱ کیلومتر (۱۳۱ مایل) |                 | [ ۱ ]    |
| ۲ فوریه ۸۹۲    | ۰۸:۵۴:۳۳           | ۱۰۳        | کامل   | ۱٫۰۳۲۰ | ۰۲ دقیقه ۵۷ ثانیه | ۶°۳۶′شمالی ۵۰°۱۸′شرقی / ۶٫۶°شمالی ۵۰٫۳°شرقی     | ۱۱۷ کیلومتر (۷۳ مایل)  |                 | [ ۱ ]    |
| ۲۷ ژوئیه ۸۹۲   | ۱۴:۴۱:۱۵           | ۱۰۸        | حلقه‌ای | ۰٫۹۸۷۷ | ۰۱ دقیقه ۲۲ ثانیه | ۵°۱۲′جنوبی ۳۸°۳۶′غربی / ۵٫۲°جنوبی ۳۸٫۶°غربی     | ۴۸ کیلومتر (۳۰ مایل)   |                 | [ ۱ ]    |
| ۲۱ ژانویه ۸۹۳  | ۲۰:۲۰:۱۹           | ۱۱۳        | جزئی   | ۰٫۷۰۵۴ | —                 | ۶۲°۴۸′شمالی ۱۶۱°۰۰′غربی / ۶۲٫۸°شمالی ۱۶۱٫۰°غربی | —                      |                 | [ ۱ ]    |
| ۱۷ ژوئیه ۸۹۳   | ۱۸:۰۹:۴۸           | ۸۰         | جزئی   | ۰٫۲۶۵۸ | —                 | ۶۵°۴۸′شمالی ۸۳°۱۲′شرقی / ۶۵٫۸°شمالی ۸۳٫۲°شرقی   | —                      |                 | [ ۱ ]    |
| ۱۷ ژوئیه ۸۹۳   | ۰۱:۴۵:۱۸           | ۱۱۸        | جزئی   | ۰٫۷۳۲۷ | —                 | ۶۳°۲۴′جنوبی ۱۲۲°۴۸′شرقی / ۶۳٫۴°جنوبی ۱۲۲٫۸°شرقی | —                      |                 | [ ۱ ]    |
| ۱۲ دسامبر ۸۹۳  | ۰۵:۲۵:۳۹           | ۸۵         | جزئی   | ۰٫۷۲۶۴ | —                 | ۶۶°۱۲′جنوبی ۸۱°۳۶′غربی / ۶۶٫۲°جنوبی ۸۱٫۶°غربی   | —                      |                 | [ ۱ ]    |
| ۷ ژوئیه ۸۹۴    | ۱۱:۲۴:۲۶           | ۹۰         | کامل   | ۱٫۰۷۳۶ | ۰۴ دقیقه ۴۷ ثانیه | ۶۴°۳۶′شمالی ۱۹°۳۰′شرقی / ۶۴٫۶°شمالی ۱۹٫۵°شرقی   | ۳۱۸ کیلومتر (۱۹۸ مایل) |                 | [ ۱ ]    |
| ۱ دسامبر ۸۹۴   | ۰۴:۵۴:۳۳           | ۹۵         | حلقه‌ای | ۰٫۹۳۲۴ | ۰۶ دقیقه ۵۶ ثانیه | ۴۹°۲۴′جنوبی ۱۱۳°۰۶′شرقی / ۴۹٫۴°جنوبی ۱۱۳٫۱°شرقی | ۲۸۳ کیلومتر (۱۷۶ مایل) |                 | [ ۱ ]    |
| ۲۸ مه ۸۹۵      | ۰۳:۰۰:۰۹           | ۱۰۰        | کامل   | ۱٫۰۳۸۳ | ۰۳ دقیقه ۵۴ ثانیه | ۱۷°۰۰′شمالی ۱۴۳°۱۸′شرقی / ۱۷٫۰°شمالی ۱۴۳٫۳°شرقی | ۱۲۹ کیلومتر (۸۰ مایل)  |                 | [ ۱ ]    |
| ۲۰ نوامبر ۸۹۵  | ۱۰:۱۶:۳۹           | ۱۰۵        | حلقه‌ای | ۰٫۹۸۴۹ | ۰۱ دقیقه ۴۵ ثانیه | ۵°۳۶′جنوبی ۳۳°۴۸′شرقی / ۵٫۶°جنوبی ۳۳٫۸°شرقی     | ۵۵ کیلومتر (۳۴ مایل)   |                 | [ ۱ ]    |
| ۱۶ مه ۸۹۶      | ۱۲:۳۹:۲۸           | ۱۱۰        | حلقه‌ای | ۰٫۹۷۲۷ | ۰۲ دقیقه ۴۳ ثانیه | ۴۳°۴۲′جنوبی ۶°۲۴′شرقی / ۴۳٫۷°جنوبی ۶٫۴°شرقی     | ۲۲۴ کیلومتر (۱۳۹ مایل) |                 | [ ۱ ]    |
| ۸ نوامبر ۸۹۶   | ۲۲:۴۰:۳۳           | ۱۱۵        | کامل   | ۱٫۰۲۵۱ | ۰۱ دقیقه ۵۷ ثانیه | ۴۹°۳۰′شمالی ۱۴۰°۴۸′غربی / ۴۹٫۵°شمالی ۱۴۰٫۸°غربی | ۲۳۴ کیلومتر (۱۴۵ مایل) |                 | [ ۱ ]    |
| ۵ آوریل ۸۹۷    | ۲۳:۳۴:۵۹           | ۸۲         | جزئی   | ۰٫۶۱۵۷ | —                 | ۷۱°۳۶′شمالی ۸۰°۳۶′شرقی / ۷۱٫۶°شمالی ۸۰٫۶°شرقی   | —                      |                 | [ ۱ ]    |
| ۳۰ سپتامبر ۸۹۷ | ۰۴:۲۷:۲۳           | ۸۷         | جزئی   | ۰٫۸۶۷۲ | —                 | ۷۱°۵۴′جنوبی ۱۵°۳۰′شرقی / ۷۱٫۹°جنوبی ۱۵٫۵°شرقی   | —                      |                 | [ ۱ ]    |
| ۲۶ مارس ۸۹۸    | ۰۱:۵۱:۴۰           | ۹۲         | حلقه‌ای | ۰٫۹۷۰۰ | ۰۳ دقیقه ۱۲ ثانیه | ۲۸°۳۰′شمالی ۱۵۳°۴۲′شرقی / ۲۸٫۵°شمالی ۱۵۳٫۷°شرقی | ۱۱۹ کیلومتر (۷۴ مایل)  |                 | [ ۱ ]    |
| ۱۹ سپتامبر ۸۹۸ | ۱۶:۴۸:۲۱           | ۹۷         | حلقه‌ای | ۰٫۹۹۱۹ | ۰۰ دقیقه ۵۰ ثانیه | ۲۲°۱۲′جنوبی ۷۲°۲۴′غربی / ۲۲٫۲°جنوبی ۷۲٫۴°غربی   | ۳۱ کیلومتر (۱۹ مایل)   |                 | [ ۱ ]    |
| ۱۵ مارس ۸۹۹    | ۱۱:۰۱:۳۹           | ۱۰۲        | کامل   | ۱٫۰۲۳۲ | ۰۲ دقیقه ۱۴ ثانیه | ۱۸°۱۸′جنوبی ۳۱°۴۲′شرقی / ۱۸٫۳°جنوبی ۳۱٫۷°شرقی   | ۸۳ کیلومتر (۵۲ مایل)   |                 | [ ۱ ]    |
| ۸ سپتامبر ۸۹۹  | ۲۲:۱۱:۳۰           | ۱۰۷        | حلقه‌ای | ۰٫۹۴۶۵ | ۰۶ دقیقه ۱۵ ثانیه | ۲۳°۴۸′شمالی ۱۳۸°۱۲′غربی / ۲۳٫۸°شمالی ۱۳۸٫۲°غربی | ۲۱۰ کیلومتر (۱۳۰ مایل) |                 | [ ۱ ]    |
| ۴ مارس ۹۰۰     | ۰۱:۵۴:۴۳           | ۱۱۲        | جزئی   | ۰٫۹۹۳۳ | —                 | ۷۱°۴۸′جنوبی ۹۲°۳۶′غربی / ۷۱٫۸°جنوبی ۹۲٫۶°غربی   | —                      |                 | [ ۱ ]    |
| ۲۷ اوت ۹۰۰     | ۲۲:۲۳:۳۵           | ۱۱۷        | جزئی   | ۰٫۸۱۰۴ | —                 | ۷۱°۳۶′شمالی ۳۱°۱۲′غربی / ۷۱٫۶°شمالی ۳۱٫۲°غربی   | —                      |                 | [ ۱ ]    |